# Gabriela Zavala
Gabriela Zavala có tên đầy đủ là Gabriela Denisse Zavala Irías. Cô là một nữ hoàng sắc đẹp và đại diện cho Honduras tại Hoa hậu Thế giới 2008 được tổ chức ở Nam Phi. in Johannesburg, South Africa. Cô đã học trong ngành Du lịch.
Trước đó, cô đã tham gia cuộc thi sắc đẹp Hoa hậu Trái Đất 2004 tại Philippines. Tại đây, cô lọt vào Top 8 người đẹp nhất và giành giải thưởng Trang phục truyền thống đẹp nhất (Best National Cotsume).